# Kościół św. Andrzeja Apostoła w Brodach
Kościół parafialny św. Andrzeja Apostoła w Brodach – wznosi się pośrodku wsi i jest największym kościołem drewnianym w archidiecezji poznańskiej.
Został wybudowany w latach 1670-1673 z drewna modrzewiowego z użyciem konstrukcji zrębowej jako jednonawowy, orientowany. Fundatorem według Słownika geograficznego Królestwa Polskiego była rodzina Brockich herbu Łodzia, zaś według strony parafialnej – Piotr Lubicz Kurowski. Wyposażenie w stylu rokokowym wykonała pracownia Jana Beckera z Leszna. W XVIII wieku kościół rozbudowano o zakrystię (1731) i kruchtę (1756). Nad kruchtą wznosi się kwadratowa wieża, zwieńczona baniastym hełmem barokowym.
Prócz ołtarza głównego po obu stronach znajdują się po trzy ołtarze boczne, również rokokowe z 1760. We wnętrzu znajdują się dwa portrety trumienne i siedem tablic epitafijnych. Większość polichromii i dodatkowego wystroju (konfesjonały, ambona, droga krzyżowa) pochodzi z dwudziestolecia międzywojennego.
Kościół otacza cmentarz przykościelny, zadrzewiony klonami, lipami i kasztanowcami, wśród których zwraca szczególna uwagę rosnąca nieopodal wieży kościoła lipa szerokolistna – pomnik przyrody o obwodzie 670 cm i wysokości 25 m.
Po płd. stronie kościoła w 1935 wzniesiono okazały pomnik z ciosów granitowych upamiętniający poległych w I wojnie światowej i w powstaniu wielkopolskim, później uzupełniony o tablicę z nazwiskami ofiar II wojny światowej.
Obok usytuowana jest drewniana dzwonnica z 1949, dostosowana architekturą do kościoła. Dzwony są starsze: jeden z końca XV wieku i drugi z 1730. W pobliżu świątyni znajduje się też murowana plebania, zbudowana w okresie międzywojennym.
W 1804 roku została tutaj ochrzczona działaczka niepodległościowa Emilia Sczaniecka.